# Mongolian Barbeque
 (septembre 2007).
Améliorez-le ou discutez des points à vérifier. 
Mongolian Barbecue est un album des excentriques Leningrad Cowboys.

## Titres
1. There Must be An Angel (Playing With My Heart)
2. Sweet Home Alabama (Stalker Mix)
3. Enchilada
4. Home Town
5. Have A Mercy On Me
6. I'm Not An A*****E
7. Katjusha Ula Mix
8. Bad Wind
9. Drink Beer Polka
10. Kasakka Remix
11. Ivan The Birdman